# Frederik Moltke (udenrigsminister)
 Der er flere personer med dette navn, se Frederik Moltke (flertydig).
Frederik "Fritz" Georg Julius lensgreve Moltke (27. februar 1825 i København – 1. oktober 1875 på Bregentved) var en dansk godsejer og udenrigsminister.

## Uddannelse
Moltke var søn af statsminister Adam Wilhelm Moltke i dennes 2. ægteskab, fødtes 27. februar 1825. Han bestod i 1842 studentereksamen, og efter at have taget filosofisk ekamen begyndte han at studere jura. Dette afbrødes dog ved Treårskrigen, og i august 1848 indtrådte han som volontør i Udenrigsministeriet under sin fætter den daværende udenrigsminister Frederik Knuth. I januar 1850 udnævntes han til attaché ved gesandtskabet i London, hvor grev Frederik Reventlow dengang førte forhandlingerne om London-protokollen. Det følgende år vendte han her tilbage for 6. juni at holde bryllup med Caroline von der Maase, ved hvilken lejlighed han udnævntes til kammerherre. I de påfølgende år opholdt han sig mest her hjemme, skønt han først i 1855 opgav stillingen i London. Senere udførte han adskillige missioner til fremmede hoffer, navnlig repræsenterede han kongen ved Leopold II's kroning i Bruxelles 1866 og ved Oscar II's kroninger i Stockholm og i Trondheim 1873.

## Politiker
Moltke var medlem af Folketinget for Køgekredsen 1855-58 og for Faxe 1858-61. 1864 blev han medlem af Rigsrådet, og da det ophørte 1866, indtrådte han i Rigsdagens Landsting, hvoraf han vedblev at være medlem til sin død. Hans aktive deltagelse i forhandlingerne var ikke betydelig, hvad der heller ikke lå for hans beskedne og alt andet end selvsikre natur, men han fulgte dem med interesse og opmærksomhed. Han var god dansk patriot. Indtil 1864 måtte han vel nærmest henregnes til det nationalliberale parti, hvortil hans nære personlige forbindelse med C.C. Hall vistnok ikke lidet bidrog; senere sluttede han sig til Højre i Landstinget, navnlig til J.B.S. Estrup og Johannes Nellemann. Da derfor det Estrupske Ministerium dannedes i juni 1875, indtrådte han deri som udenrigsminister, men han var allerede dengang stærkt angrebet af den sygdom, der snart nødte ham til at trække sig tilbage til Bregentved, hvor han døde 1. oktober 1875.

## Lensbesidder
Ved faderens død i 1864 var han blevet besidder af Bregentved. Samtidig overtog han kuratelet for Vallø Stift og Vemmetofte Kloster, og, væsentlig understøttet af den senere justitsminister Nellemann lykkedes det ham at afvise et angreb, der gjordes på disse stiftelsers fortsatte beståen som adelige klostre. Hans godmodige og velvillige karakter og hans jævne, fordringsløse væsen viste sig også i hans forhold som jorddrot, thi han havde altid hjerte og omsorg for sine bønders og underordnedes vel. En mindesøjle, som Vallø Stifts beboere rejste over den afdøde 1877, viser, hvor meget disse påskønnede, hvad han havde været for dem.
Moltke var 1873 blevet Storkorsridder af Dannebrogordenen.